# Cotegipe (tiểu vùng)
Cotegipe là một tiểu vùng thuộc bang Bahia, Brasil. Tiều vùng này có diện tích 22981 km², dân số năm 2007 là 110678 người.